# Блох Леонора Абрамівна
Леонора Абрамівна Блох (24 квітня 1881, Кременчук — 17 січня 1943, Алма-Ата) — українська радянська скульпторка і педагог.

## Життєпис
Народилася 12 [24] квітня 1881 року в місті Кременчуці (нині Полтавська область, Україна) у сім'ї лікаря. Навчалась у Кременчуцькій жіночій гімназії; у 1898 році — у школі Товариства заохочення мистецтв у Санкт-Петербурзі у Роберта Баха та у 1898—1905 роках в Парижі в студії Огюста Родена.
Протягом 1912—1917 років жила у Санкт-Петербурзі; у 1917—1941 роках — у Харкові. З 1922 року викладала у Харківському художньому технікумі і Художньому інституті (професор з 1924 року).
- Агібалов Василь Іванович;
- Баранов Микола Андріанович;
- Бєляєва Олена Григорівна;
- Божко Антон Калістратович;
- Бондар Пилип Мусійович;
- Волькензон Олександр Йосипович;
- Вороніна Галина Прохорівна;
- Горенштейн Поліна Михайлівна;
- Дараган Андрій Іванович;
- Денисенко Григорій Павлович;
- Денисенко Михайло Іванович;
- Коломенський Петро Семенович;
- Ксьондзова Лідія Олександрівна;
- Кудрявцева Ольга Миколаївна;
- Лисенко Михайло Григорович;
- Лопатинська Людмила Василівна;
- Матвієнко Ірина Яківна;
- Мельгунова Ірина Михайлівна;
- Муравін Лев Давидович;
- Мухін Віктор Іванович;
- Ражба Яків Самійлович;
- Слюсар Євдокія Михайлівна;
- Стреляєв Микола Данилович;
- Твердянська Лідія Олександрівна;
- Тебенькова Антоніна Федорівна;
- Ткаченко Валентина Іванівна;
- Ярошик Ганна Іллівна.

Померла в Алма-Аті 17 січня 1943 року.

## Творчість
Працювала у галузях станкової і монументальної скульптури. Брала участь у здійсненні плану монументальної пропаганди. Серед робіт:
станкові твори
- «Дівчина, яка заплітає косу» (1903—1912);
- «Дівчина-італійка» (1912, гіпс);
- «Голова дівчини» (1917, мармур; Харківський художній музей[2]);
- «Танцівниця» (1917, бронза);
- «Жан Жорес» (1918—1921, гіпс);
- «Жан-Поль Марат» (1918—1921, гіпс);
- «Леонардо да Вінчі» (1918—1921, гіпс);
- «Жіночий портрет» (1930, гіпс;
- «Огюст Роден» (1932);
- «Іван Франко» (1932);
- «Карл Маркс» (1933, гіпс; Харківський художній музей[2]);
- «Фрідріх Енгельс» (1934, гіпс; Харківський художній музей[2]);
- «Радість материнства» (1936, гіпс; Харківський художній музей[2]);
- «Олександр Пушкін» (1937, гіпс);
- «Мікеланджело» (1938—1939, гіпс);
- «Казашка-медсестра» (1942, гіпс).

пам'ятники

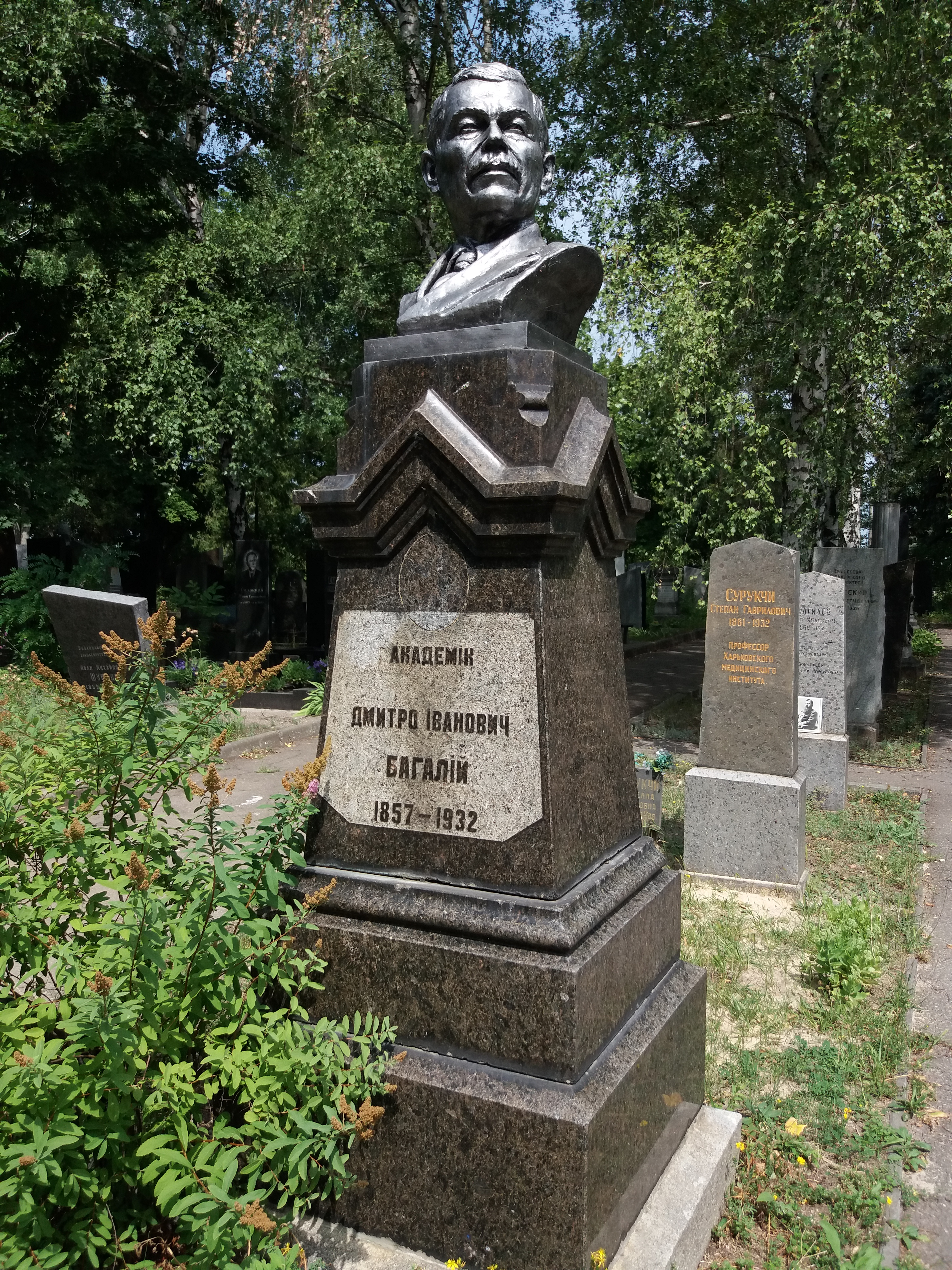
Могила Дмитра Багалія.

- Тарасу Шевченку в Богодухові (1930-ті, бронза);
- надгробний на могилі Дмитра Багалія у Харкові (1932);
- Максиму Горькому в Донецьку (1933, бетон, не зберігся)

Авторка проєкту пам'ятника Володимиру Короленку в Полтаві (1940).
Брала участь у конкурсі на пам'ятник Тарасові Шевченкові, оголошеному відділом мистецтв Раднаркому УРСР у лютому 1919 року. Проєкт відмічено серед кращих поряд з проєктами Бернарда Кратка та
Івана Кавалерідзе. У 1926 році брала участь у конкурсі на пам'ятник для могили Тараса Шевченка в Каневі. З 22 поданих проєктів жоден не був рекомендований до здійснення, однак проєкт Леонори Блох був серед трьох закуплених. 
Брала участь у виставках з 1910 року. Персональні виставки відбулися у Харкові у 1934 і 1947 роках.
Написала спогади «Як учив Роден» (видані у Києві у 1967 році).

## У мистецтві
Гіпсовий портрет Леонори Блох у 1950 році виконав скульптор Пилип Бондар.